# Ryan Shawcross
Ryan James Shawcross (Chester, 4 oktober 1987) is een Engels voetballer die bij voorkeur als centrale verdediger speelt. Hij verruilde Manchester United in januari 2008 voor Stoke City, dat hem in het voorgaande halfjaar al huurde. Shawcross debuteerde in 2012 in het Engels voetbalelftal.

## Clubcarrière
Shawcross werd in 2002 opgenomen in de jeugdopleiding van Manchester United, dat hem scoutte bij Flintshire Boys. Manchester verhuurde hem in januari 2007 aan Antwerp, waarvoor hij zijn eerste competitiewedstrijden in het betaald voetbal speelde. In augustus 2007 volgde een verhuur aan Stoke City. Daarvoor scoorde Shawcross bij zijn debuut meteen het enige doelpunt van de wedstrijd, tegen Cardiff City. Stoke nam Shawcross op 18 januari 2008 definitief over van Manchester United. In 2010 verwierf Shawcross de aanvoerdersband van de Senegalese verdediger Abdoulaye Faye. Hij stond op 14 mei 2011 met Stoke City in de finale van de strijd om de FA Cup. Daarin verloor de ploeg van trainer-coach Tony Pulis met 1-0 van Manchester City door een treffer in de 74ste minuut van Yaya Touré.

### Charge op Aaron Ramsey
Shawcross nam het in het laatste weekend van februari 2010 met Stoke City op tegen Arsenal. In die wedstrijd Daarbij bezorgde hij Aaron Ramsey een dubbele beenbreuk. Televisiestations weigerden beelden van de overtreding uit te zenden vanwege de ernst hiervan. Shawcross zelf liep na zijn overtreding huilend van het veld. Ramsey stond door zijn blessure negen maanden aan de kant.

## Interlandcarrière
Shawcross bezit zowel de Engelse als de Welshe nationaliteit en kon zodoende kiezen voor welk land hij wilde spelen. De toenmalig Welshe bondscoach Chris Coleman probeerde hem te overtuigen om voor Wales uit te komen. Shawcross debuteerde op 14 november 2012 niettemin in het Engels voetbalelftal, tijdens een oefeninterland tegen Zweden. Hij viel die wedstrijd na 74 minuten in voor Steven Caulker. Andere debutanten namens Engeland in die wedstrijd waren Carl Jenkinson, Steven Caulker, Leon Osman, Raheem Sterling en Wilfried Zaha.